# Eisenwerk Wittigsthal

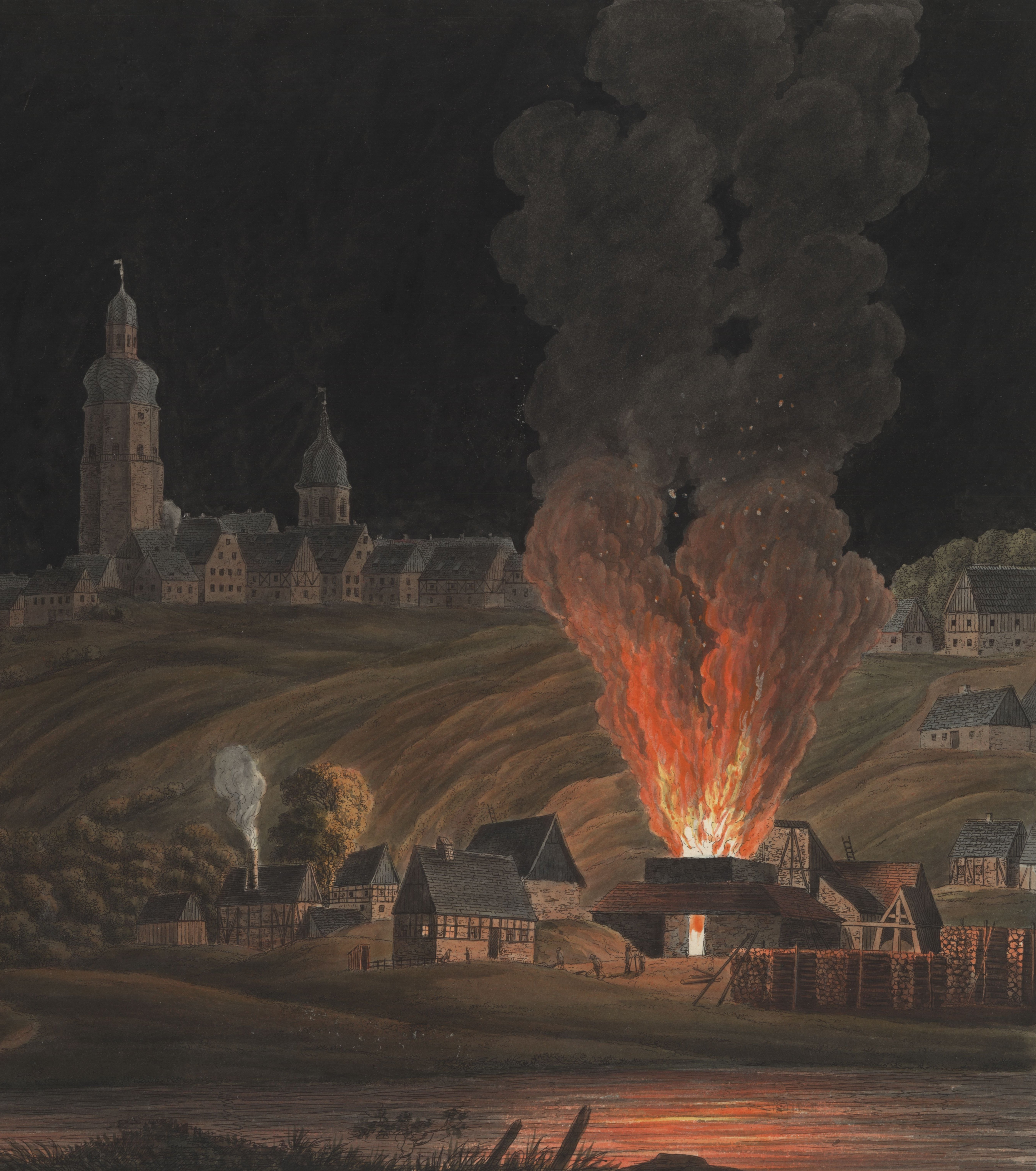
Eisenwerk Wittigsthal (um 1830)

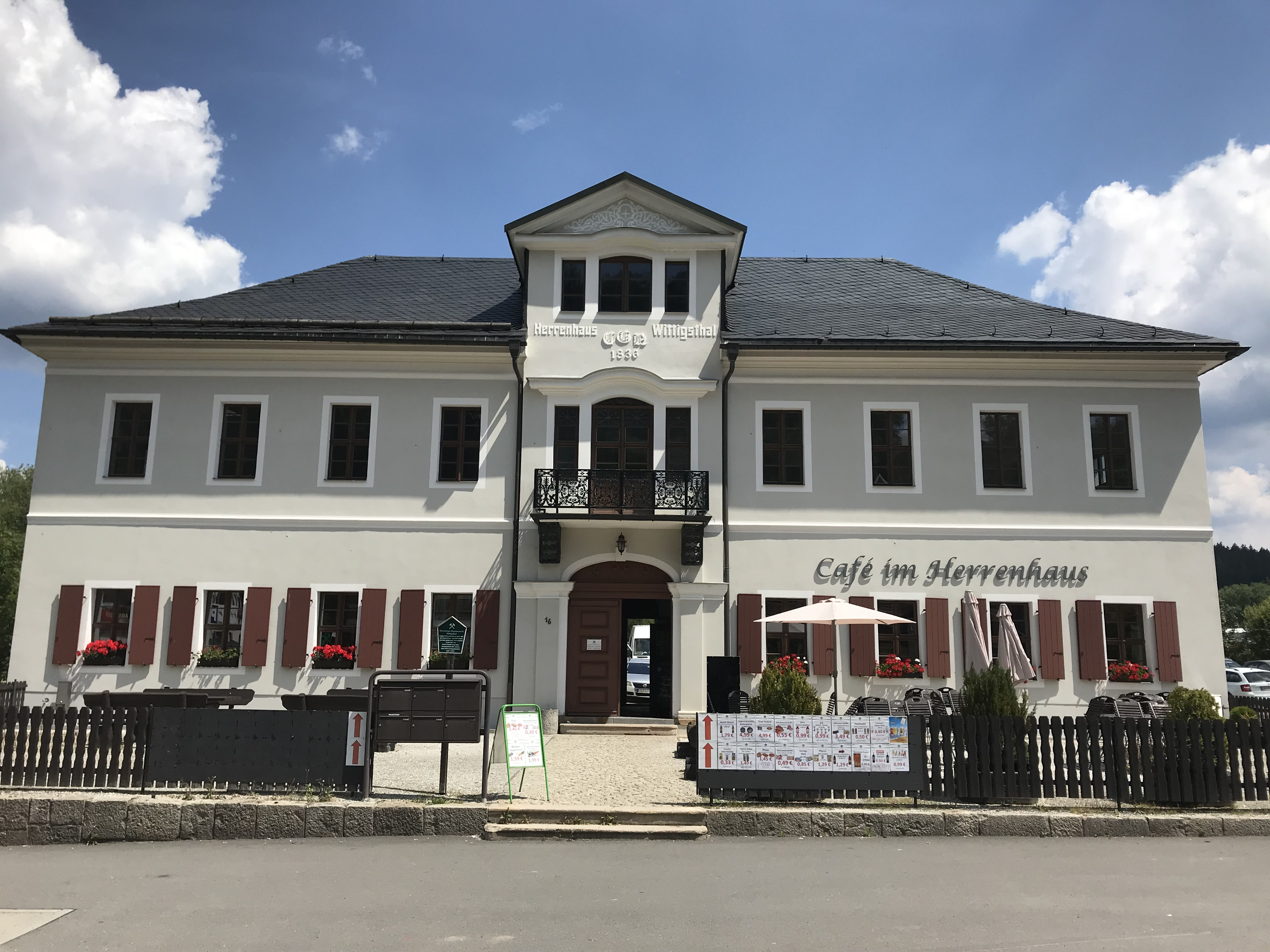
Herrenhaus

Das Eisenwerk Wittigsthal ist eine noch heute bestehende Firma, die aus einem in der Mitte des 17. Jahrhunderts entstandenen Hammerwerk im oberen Erzgebirge hervorgegangen ist.

## Geografische Lage
Das Eisenwerk liegt unweit der Mündung des Breitenbachs in das Schwarzwasser in einem breiten Tal im sächsischen Erzgebirge im Ortsteil Wittigsthal der Exulanten- und Bergstadt Johanngeorgenstadt. Nach Westen erhebt sich der steile Stadtberg oder Vordere Fastenberg, welcher auf seiner Höhe die historische Altstadt von Johanngeorgenstadt trägt. Nur wenige hundert Meter vom Eisenwerk entfernt befindet sich die Grenze zur Tschechischen Republik mit einem Straßengrenzübergang nach Breitenbach.

## Geschichte

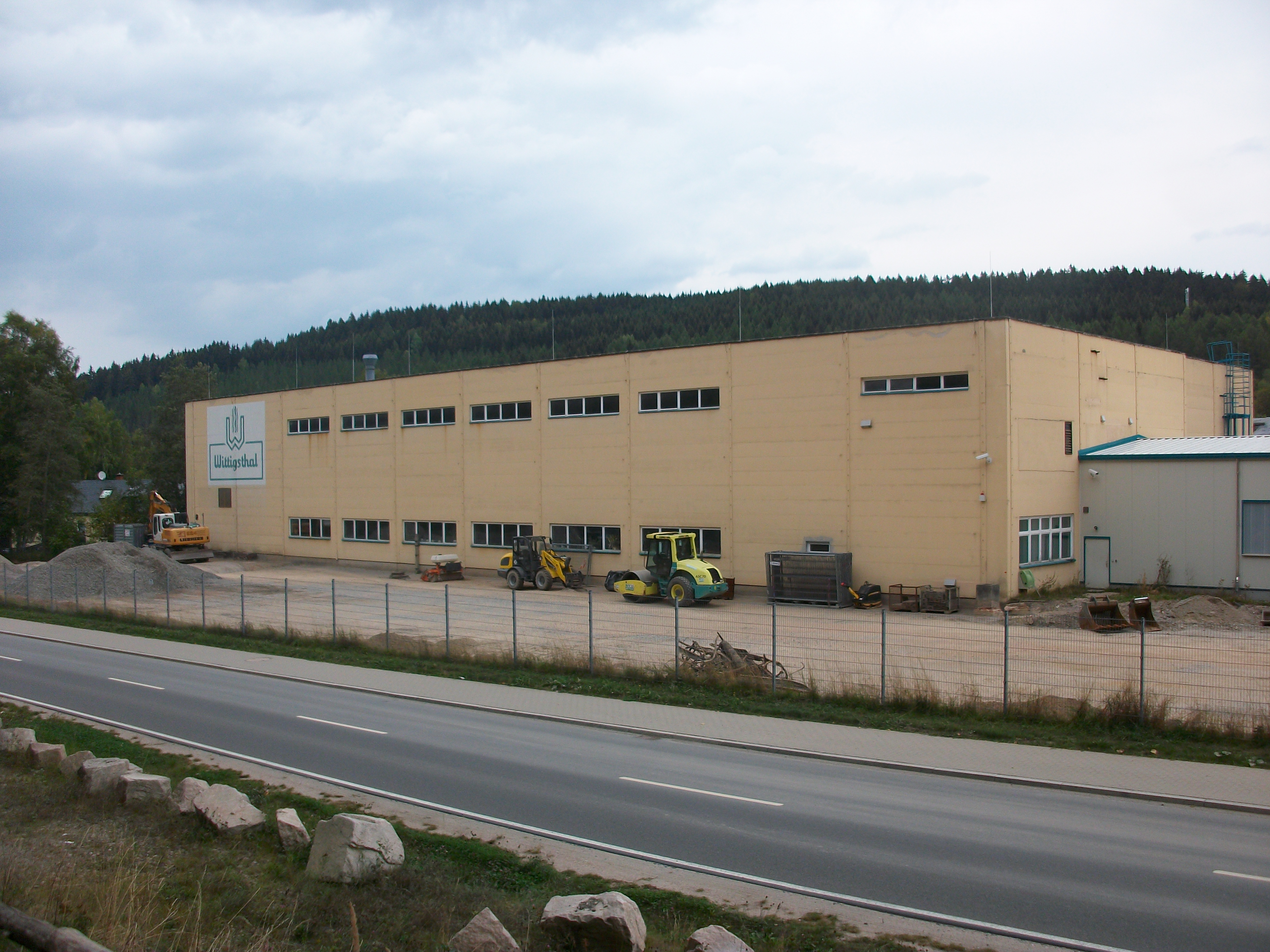
Eisenwerk Wittigsthal

Die Gründung des Eisenwerks Wittigsthal geht auf das von Caspar Wittich in der Mitte des 17. Jahrhunderts an dieser Stelle angelegte Hammerwerk zurück. Der Besitzer Nestler des Eisenhammerwerks errichtete nach 1826 in der zu Johanngeorgenstadt gehörenden Haberlandmühle am Schwarzwasser nach englischem Vorbild ein Blechwalzwerk. Hierfür verwendete er die aus Schlesien stammenden Anlagen, die für das Eisenhammerwerk Schönheiderhammer bestimmt waren und dort wegen Konkurses nicht verwendet wurden. Das Walzen des Eisenblechs war gegenüber dem bisherigen Hämmern effizienter, brachte homogenere und maßhaltigere Bleche hervor.
Zum Eisenwerk Wittigsthal gehörten im 19. Jahrhundert 25 Haupt- und Nebengebäude, darunter das noch heute erhaltene Herrenhaus mit nach 1990 wegen Baufälligkeit abgerissenen Wirtschaftsgebäuden, die zusammen einen geschlossenen Hof mit Eisentor bildeten; eine große, mit Blech gedeckte Frischhütte mit drei französischen Frischfeuern; der Hochofen mit Zylindergebläse und mit Gicht-, Poch- und Putzhaus; das Blechwalzwerk mit zwei Walzenstraßen; das Kohlhaus; die Hufschmiede; die Bierbrauerei mit den nötigen Kellern; die Brettmühle; das Gasthaus (der heutige Wittigsthaler Hof) mit Scheune und Stallung und drei Pachtgüter mit den nötigen Wirtschaftsgebäuden. Das letzte dieser Pachthäuser brannte 1928 ab.
1856 gelangte das Eisenwerk in den alleinigen Besitz der Firma C. G. Nestler.
Noch heute besteht das Eisenwerk Wittigsthal als GmbH. Hier werden u. a. traditionell emaillierte Badeöfen, Armaturen, Ventile, Messstationen sowie weitere Produkte aus der Sanitär- und Heizungsbranche hergestellt.